# Guatteria umbonata
Guatteria umbonata är en kirimojaväxtart som beskrevs av Robert Elias Fries. Guatteria umbonata ingår i släktet Guatteria och familjen kirimojaväxter. Inga underarter finns listade i Catalogue of Life.